# Cabo Verde nos Jogos Olímpicos de Verão de 2004
Cabo Verde competiu nos Jogos Olímpicos de Verão de 2004, em Atenas, na Grécia.